# Domenico Silvio Passionei
Domenico Silvio Passionei (né le 2 décembre 1682 à Fossombrone, dans l'actuelle province de Pesaro et d'Urbino, dans la région des Marches, alors dans les États pontificaux et mort à Ermitage de Monte Porzio Catone, Monte Porzio Catone le 5 juillet 1761) était un cardinal italien de l'Église catholique du XVIIIe siècle.

## Biographie
Domenico Silvio Passionei naquit dans une famille noble. Il effectue ses études au Collège Clementine et après avoir été ordonné prêtre en 1706, il fut envoyé en tant que légat apostolique à Paris, où il resta deux ans, ce qui lui donna l'occasion de rencontrer de nombreux intellectuels de l'époque, dont certains adhéraient aux Lumières.
Le 16 juillet 1721 il fut nommé archevêque in partibus d'Éphèse (de), et consacré le 25 juillet par le cardinal Fabrizio Paolucci.
En tant que délégué du Saint-Siège il participa au congrès qui élabora la formulation du traité d'Utrecht. À partir de 1717 et jusqu'en 1718, il fut inquisiteur à Malte et, le 30 juillet 1721, il devint nonce apostolique à Lucerne, en Suisse, où il écrivit Acta Apostolicae Legationis Helvetiae 1723/29 (Zurich, 1729, Rome, 1738). Le 23 décembre 1730 il fut promu nonce en Autriche (en), à Vienne.
En 1738, il retourna à Rome, où, lors du consistoire du 23 juin, il fut créé cardinal avec le titre de cardinal-prêtre de San Bernardo alle Terme (1738-1755), Santa Prassede (1755-1759), San Lorenzo in Lucina (1759-1761). En 1741, il fut nommé vice-bibliothécaire de la Bibliothèque apostolique vaticane sous les ordres du cardinal Angelo Maria Quirini, auquel il succéda en 1755. Dans cette charge il se consacra à retrouver de nombreux livres anciens et à les faire restaurer. Il fut élu associé libre de l'Académie royale des inscriptions et belles-lettres en cette année 1755.
Il entra en lutte ouverte avec les Jésuites et s'opposa fermement à la béatification du cardinal Robert Bellarmin. Il partageait les idées jansénistes et défendait quelques auteurs mis à l'Index comme Montesquieu.
Il acquit aussi une collection privée considérable qui contenait, outre des volumes anciens, d'autres œuvres d'art, parmi lesquelles des statues, des peintures et des pièces de monnaie. Une partie de ce patrimoine est conservée aujourd'hui dans le musée de sa ville natale ; son impressionnante collection de livres fait aujourd'hui partie de la bibliothèque Angelica à Rome.

## Sources
1. ↑  (it) « PASSIONEI, Domenico Silvio - Treccani », sur Treccani (consulté le 4 mars 2024)

- (it) Cet article est partiellement ou en totalité issu de l’article de Wikipédia en italien intitulé « Domenico Silvio Passionei » (voir la liste des auteurs).